# Kovačevci
Kovačevci (madžarsko Vaskovácsi, nekoč Vendkovácsi, prekmursko Kovačovci) so naselje v Občini Grad.

## Prireditve
- Leta 1939 Borovo gostüvanje.